# 滿作叉牙七鰓鰻
滿作叉牙七鰓鰻（學名：Lethenteron mitsukurii），為圓口綱七鰓鰻目七鰓鰻科叉牙七鰓鰻屬的一種，分布於亞洲俄羅斯堪察加半島及日本淡水流域，體長可達17.4公分，棲息在水質清澈、沙石底質的溪流，幼魚以矽藻及有機碎屑為食，生活習性不明。